# Brunnenkur

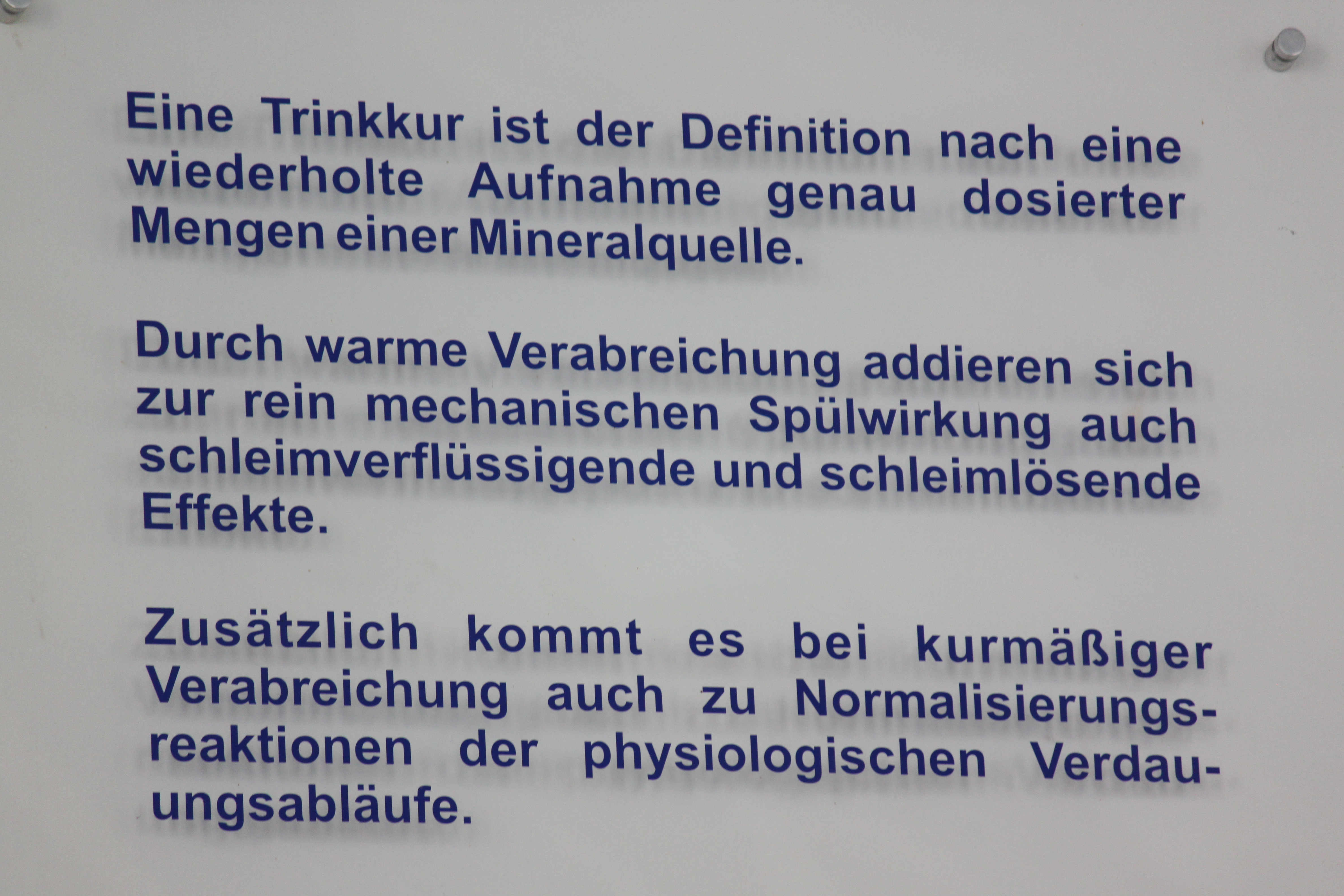
Kurzbeschreibung der Trinkkur im Brunnenhaus Bad Gleichenberg

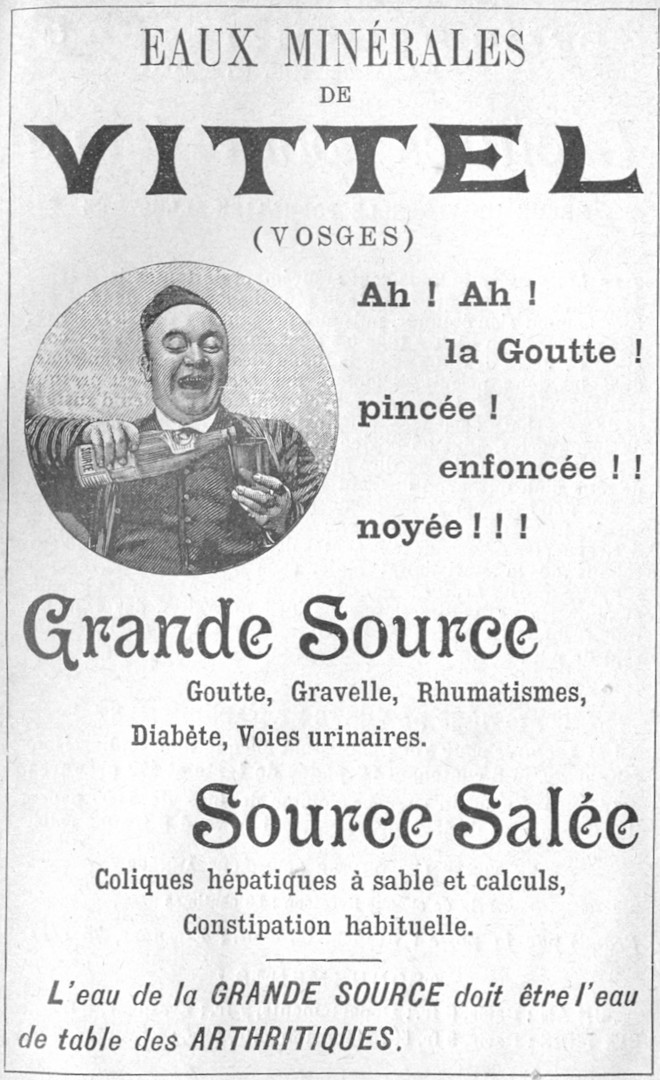
Anzeige für Vittel-Mineralwasser zur Trinkkur (1905)

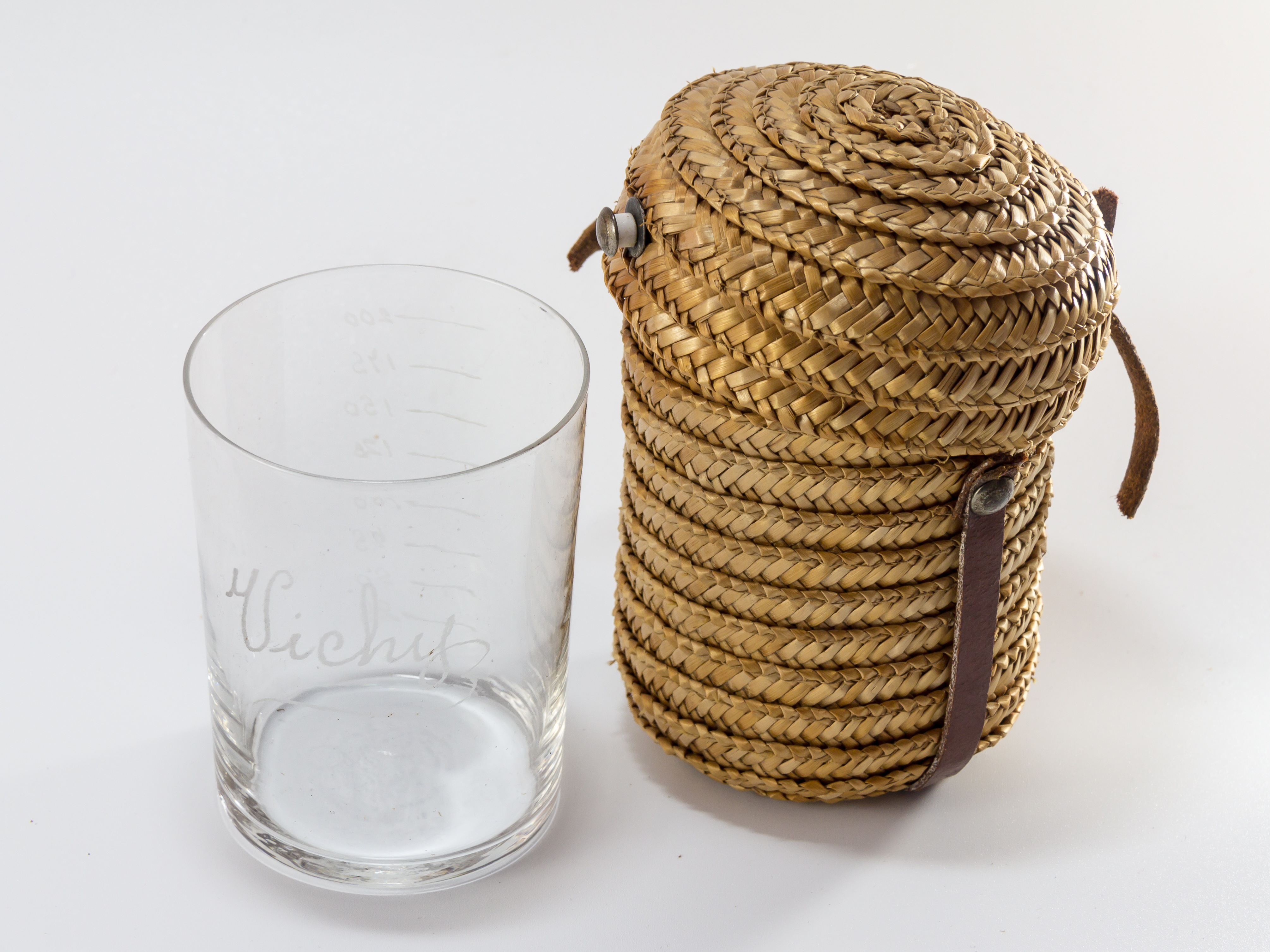
Reise-Trinkbecher aus Vichy

Bei einer Brunnenkur, auch Trinkkur genannt, wird Wasser aus Heilquellen zu therapeutischen Zwecken regelmäßig über einen längeren Zeitraum getrunken. Diese Form der Kur wurde bis ins 20. Jahrhundert hinein bei zahlreichen Krankheiten verordnet und war die in deutschen Kurorten am häufigsten praktizierte Kurform. Auch heute ist sie teilweise noch Bestandteil einer Kur, hat jedoch deutlich an Bedeutung verloren. Im 19. Jahrhundert war auch die Milchkur als eine spezielle Form der Trinkkur sehr populär.
Brunnenkuren können auch eingeteilt werden in Badekuren (Wildbäder oder Thermen, Kochsalzwasser, Schwefelwasser, Eisenwasser, Seebäder, Moorbäder und Schlammbäder) und Trinkkuren mit Mineralwasser (alkalisch-muriatische Säuerlinge, Glaubersalzwasser, Bitterwasser, erdige Wasser und Lithionwasser).

## Geschichte
Eingeführt wurden die Brunnenkuren im 16. Jahrhundert. Über den böhmischen Kurort Franzensbad schrieb Caspar Brusch 1542: „Vor dem Brucktor ist (...) ein edler und fast berühmter Brunnen, hat saures Wasser, wird derohalben auch der Säuerling genannt; dieses Wasser ist sehr gesund und lustig zu trinken, wird auch im Sommer (...) haufenweise in Krüglein in die Stadt getragen.“ Es handelte sich dabei um den Egerbrunnen, später Franzensquelle genannt.
In dieser Zeit wurden u. a. Wiesbaden, Bad Ems, Bad Schwalbach und Bad Kissingen als Kurorte mit Heilquellen bekannt, in Österreich Baden bei Wien. Verfahren wurde bei der Kur der damaligen Zeit nach der Devise „Viel hilft viel“: Die Badegäste tranken von früh bis spät unablässig aus den Mineralbrunnen, pro Tag oft bis zu 20 Liter. Um den eher unangenehmen Geschmack des Wassers zu überdecken, wurde es mitunter mit Milch oder Wein vermischt. Gewisse Nebenwirkungen mancher Quellen galten als durchaus erwünscht; so gab es bekannte Furzbrunnen (z. B. in Bad Schwalbach) oder auch Kotzquellen (wie in Leukerbad). Außerdem wirken die meisten Heilwässer in großen Mengen stark abführend, so dass die meisten Kurgäste sicher unter Durchfall litten. Der Popularität der Trinkkuren tat das aber offensichtlich keinen Abbruch.
Der Hamburger Justizrat Johann Peter Willebrand schildert das Kurritual anno 1781 in seinem Buch Nachrichten von einer Carlsbader Brunnen Reise: „Endlich ward ich dazu verurtheilet, forthin jeden Morgen aufs mindeste drey Wochen hindurch (...) um 5 oder 6 Uhr eilf Becher von obgedachtem heissem Sprudelwasser, wäre es möglich an der Quelle des Sprudels dergestalt zu trinken, daß ich jede zehn Minuten unter beständigem Hin- und Hergehen mich eines Bechers bediente.“ Elf Becher waren wohl maximal zwei Liter, was für damalige Verhältnisse sehr moderat war. Andere Kurgäste in Karlsbad bekamen auch die doppelte Menge verordnet. Und so blieb es nicht aus, dass die Herren „oft mitten im Kratzfußmachen mit einem excusez abbrechen müssen, um ins Cabinet der Nothwendigkeit zu eilen“. Das Cabinet der Nothwendigkeit war die Toilette.
In Meyers Konversationslexikon von 1889 steht: „Das Wasser wird gewöhnlich morgens nüchtern in Gaben von 60 bis 90 g und in einer Gesamtquantität von 400 bis 1600 g je nach der Wirkung und Krankheitsfall getrunken.“ Die Dosis war also von den Ärzten weiter reduziert worden. Weiter heißt es: „Unter keinen Umständen lässt sich die Dauer der Kur durch Vermehrung der Becherzahl abkürzen. (...) Während des Trinkens ist eine mäßige Bewegung ohne jede Erhitzung und Ermüdung notwendig. Der letzte Becher muß mindestens 1-2 Stunden vor dem Frühstück getrunken werden.“
Damit die Kurgäste auch bei schlechtem Wetter ihrer Trinkkur nachkommen konnten, entstanden in den Kurorten sehr bald so genannte Brunnenhallen und Wandelhallen.